# Beethovenstraße 2 (Demmin)
Das ehemalige Wohnhaus Beethovenstraße 2 in Demmin (Mecklenburg-Vorpommern) wurde im 19. Jahrhundert gebaut. Hier hatte der Landkreis bis 2019 einen Verwaltungsstandort.
Das Gebäude steht unter Denkmalschutz.

## Geschichte
Die Hansestadt Demmin mit 10.523 Einwohnern (2020) wurde als Burg und civitas maxima 1075 erstmals erwähnt.
Das zweigeschossige, neunachsige, barockisierende, historisierende Haus mit dem dreigeschossigen Mittelrisalit mit rundem Abschluss, dem rückseitigen Mittelflügel und einem Mansarddach wurde in T-Form als Wohnhaus gebaut.
Nach 1950 soll hier eine Landwirtschaftsschule gewesen sein. Nach 1991 hatte u. a. eine Nebenstelle des Landkreises Demmin und die Volkshochschule des Kreises hier ihren Sitz (danach Saarstraße 22d). Später war hier ein Teil der Verwaltung (Jugend- und Katasteramt) des Kreises (seit 2011 Landkreis Mecklenburgische Seenplatte) untergebracht. Seit 2019 steht das Haus leer. Im Rahmen der Städtebauförderung wurde die Fassade in den 1990er Jahren saniert.